# Kutnohorita
La kutnohorita es un mineral carbonato, por tanto incluido en la clase de los minerales carbonatos y nitratos, y dentro de esta pertenece al llamado "grupo de la dolomita". Fue descubierta en 1901 en una mina cerca de la localidad de Kutná Hora, en la región de Bohemia Central (República Checa), siendo nombrada a partir del nombre de la localidad donde se encontró. Un sinónimo poco usado es el de kutnahorita.

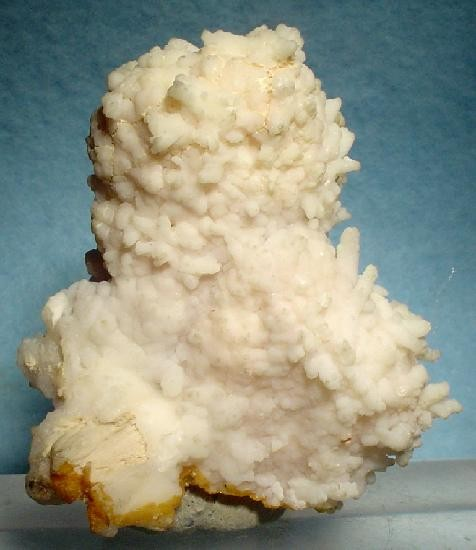
Más pura.

## Características químicas

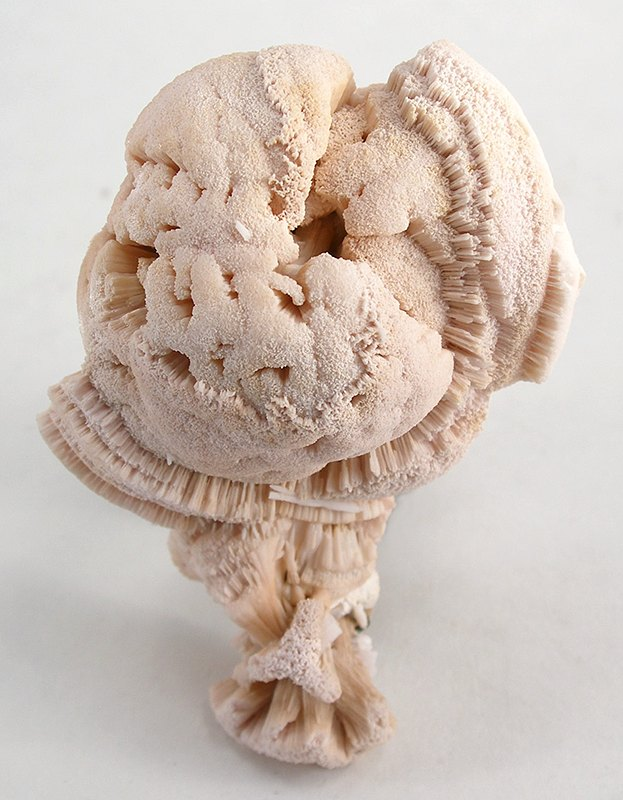
Kutnohorita encontrada en la Mina Wessels, Provincia del Cabo Norte, Sudáfrica.

Es un carbonato de calcio y manganeso, con la misma estructura cristalina de los minerales del grupo de la dolomita, todos ellos carbonatos cálcicos. La parakutnahorite es una variedad con igual composición química pero que presenta una estructura cristalina más desordenada parecida a la de calcita, más que la estructura ordenada de dolomita que presenta la kutnohorita.
Forma una serie de solución sólida con la ankerita (CaFe2+(CO3)2), en la que la sustitución gradual del manganeso por hierro va dando los distintos minerales de la serie. Forma otra serie con la dolomita (CaMg(CO3)2), con sustitución gradual del manganeso por magnesio.
Además de los elementos de su fórmula, es muy frecuente que lleve impurezas de hierro y de magnesio, que le dan tonalidades de color.

## Formación y yacimientos
Aparece en yacimientos relacionados con sedimentos manganetíferos. 
Suele encontrarse asociado a otros minerales como: rodocrosita, aragonito o calcita.